# Lista de desportistas brasileiros campeões olímpicos e mundiais
Esta página lista os desportistas brasileiros Campeões Olímpicos e Mundiais.

## Lista de desportistas

### Desportos individuais
| # | Atleta            | Esporte             | Campeão Olímpico           | Campeão Mundial                                                                         |
| - | ----------------- | ------------------- | -------------------------- | --------------------------------------------------------------------------------------- |
| 1 | Robert Scheidt    | Vela                | Atlanta 1996 e Atenas 2004 | 12 vezes campeão mundial                                                                |
| 2 | Rebeca Andrade    | Ginástica Artística | Tóquio 2021 e Paris 2024   | 3 vezes campeã mundial                                                                  |
| 3 | César Cielo       | Natação             | Pequim 2008                | 6 vezes medalhista de ouro (piscina longa) e 5 vezes medalhista de ouro (piscina curta) |
| 4 | Isaquias Queiroz  | Canoagem            | Tóquio 2021                | 6 vezes campeão mundial                                                                 |
| 5 | Ana Marcela Cunha | Maratona Aquática   | Tóquio 2021                | 5 vezes campeã mundial                                                                  |
| 6 | Rodrigo Pessoa    | Hipismo             | Atenas 2004                | Roma 1998                                                                               |
| 7 | Arthur Zanetti    | Ginástica Artística | Londres 2012               | Antuérpia 2013                                                                          |
| 8 | Rafaela Silva [1] | Judô                | Rio de Janeiro 2016        | Rio de Janeiro 2013                                                                     |
| 9 | Ítalo Ferreira    | Surfe               | Tóquio 2021                | Pipeline 2019                                                                           |

### Desportos coletivos
| #  | Atleta                       | Esporte           | Campeão Olímpico                                  | Campeão Mundial                                                                      |
| 1  | Seleção Brasileira Masculina | Voleibol          | Barcelona 1992, Atenas 2004 e Rio de Janeiro 2016 | Argentina 2002, Japão 2006 e Itália 2010                                             |
| 2  | Seleção Brasileira Masculina | Futebol           | Rio de Janeiro 2016 e Tóquio 2021                 | Suécia 1958, Chile 1962, México 1970, Estados Unidos 1994 e Coréia do Sul/Japão 2002 |
| 3  | Torben Grael                 | Vela              | Atlanta 1996 e Atenas 2004                        | San Diego 1978, Porto 1983, La Rochelle 1987, Cleveland 1990                         |
| 4  | Marcelo Ferreira             | Vela              | Atlanta 1996 e Atenas 2004                        | Cleveland 1990, Marblehead 1997                                                      |
| -- | ---------------------------- | ----------------- | ------------------------------------------------- | ------------------------------------------------------------------------------------ |
| 5  | Jaqueline Silva              | Voleibol de praia | Atlanta 1996                                      | Los Angeles 1997                                                                     |
| 6  | Sandra Pires                 | Voleibol de praia | Atlanta 1996                                      | Los Angeles 1997                                                                     |
| 7  | Emanuel Rego                 | Voleibol de praia | Atenas 2004                                       | Marseille 1999, Rio de Janeiro 2003, Roma 2011                                       |
| 8  | Ricardo Santos               | Voleibol de praia | Atenas 2004                                       | Rio de Janeiro 2003                                                                  |
| 9  | Martine Grael                | Vela              | Rio de Janeiro 2016                               | Santander 2014                                                                       |
| 10 | Kahena Kunze                 | Vela              | Rio de Janeiro 2016                               | Santander 2014                                                                       |
| 11 | Alison Cerutti               | Voleibol de praia | Rio de Janeiro 2016                               | Roma 2011, Países Baixos 2015                                                        |
| 12 | Bruno Schmidt                | Voleibol de praia | Rio de Janeiro 2016                               | Países Baixos 2015                                                                   |

## Campeões mundiais e também dos Jogos Mundiais
| # | Atleta        | Esporte                | Campeão dos Jogos Mundiais | Campeão Mundial |
| - | ------------- | ---------------------- | -------------------------- | --------------- |
| 1 | Bruno Martini | Ginástica de trampolim | Cáli 2013                  | Odense 2001     |